# パペロン・コン・リモン

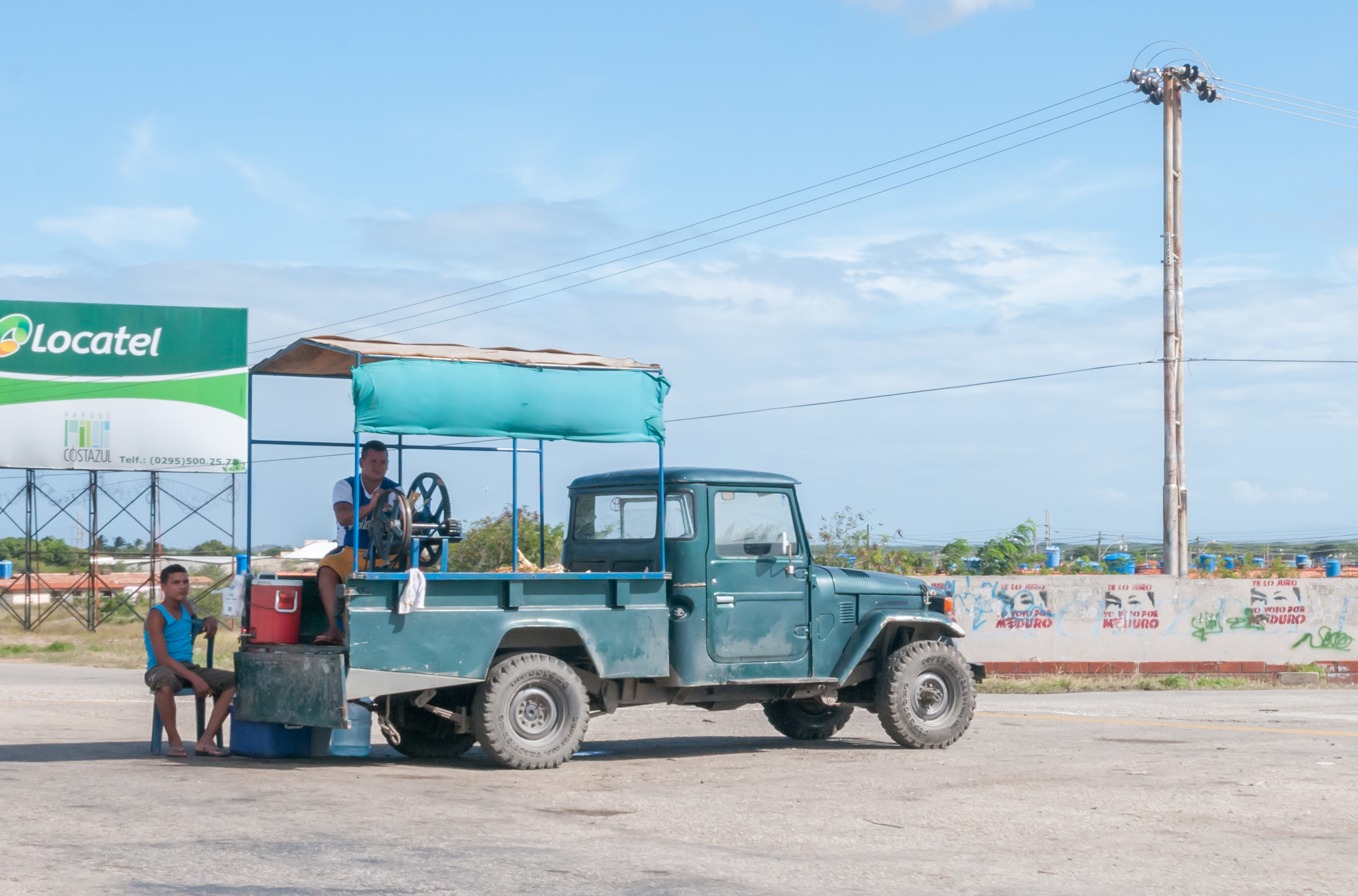
ベネズエラのマルガリータ島で売られているパペロン・コン・リモン

パペロン・コン・リモン (Papelón con limón) はパペロン（生硬化したサトウキビジュース）、水と通常はライムジュース（レモンジュースも時に用いる）で作られた爽快感のあるベネズエラの飲み物。
通常は1日のうち最も暑い時間帯に提供され、よくアレパ、カチャパ、hervidos（豪華な鶏肉やビーフシチュー）などのベネズエラの伝統的な料理と一緒に出されることが多い。